# Arta Basha Jakupi
Arta Basha-Jakupi Geburtsname Arta Jakupi (* 21. Dezember 1979 in Pristina) ist eine kosovarische Hochschullehrerin für Architektur und Städteplanung. Von November 2022 bis September 2024 war sie Prorektorin für Internationale Beziehungen an der Universität Prishtina.

## Leben und Wirken
Arta Jakupi absolvierte die Fakultät für Bauingenieurwesen und Architektur an der Universität Prishtina, Kosova. Es folgten zahlreiche Praktika mit Stipendien renommierter Organisationen. So zum Beispiel Forschung über Lehrplanentwicklung in Visualisierung an der Universität Bologna Italien mit Hilfe von Erasmus plus, Natur in der Architektur in Japan (Tokio, Kyoto, Osaka, Nara) mit Hilfe der Japan Foundation, Managing Conflicts and Urban Development in Multiethnic Communities in Budapest, mit Hilfe der SOROS Foundation, Urbanism im Bauhaus Kolleg in Dessau sowie das Promotionsstudium an der Bauhaus-Universität Weimar mit Hilfe des Madeline-Albright-Stipendiums und des University of Prishtina-Stipendiums.
2007 beendete sie ihr Postgraduiertenstudium am Bauhaus Dessau, wo ihr Abschlussprojekt Green Zero zum Thema Post-Konflikt-Urbanismus unter den drei besten Projekten für eine Sonderpublikation ausgewählt wurde. Sie promovierte 2012 an der Bauhaus-Universität Weimar in Weimar. Ihre Dissertation zur Wirkung der internationalen Organisationen auf eine Post-Konflikt-Stadtentwicklung wurde mit cum laude ausgezeichnet.
Ebenfalls 2007 startete Jakupi als neue Lehrassistentin an der Fakultät für Architektur der Universität Pristina und übernahm von 2010 bis 2017 die Leitung der Abteilung für visuelle und architektonische Darstellung. Sie arbeitet weiterhin als Professorin und Koordinatorin für akademische Entwicklung bei der Fakulty for Civil Engineering (FCEA-UP) in Pristina. Studienaufenthalte führten Jakupi 2015 an die Technische Universität Wien und 2017–2018 an das Massachusetts Institute of Technology (MIT).
Mit der Neuwahl von Professor Qerim Qerimi zum Rektor der Hasan Prishtina Universität wurde Basha-Jakupi zur Prorektorin internationale Beziehungen gewählt.

## Publikationen (Auswahl)
- The effect of architecture design as the non-digital component to the digital industry development—case study - Brick Factory’in Prishtina, Kosovo 2022
- Reconstruction of the Urban Pattern: Transforming the Meaning of Architectural Space Through Individuality and Belonging Pristina 2021
- International Community Presence on Post Conflict Urban Development: The Effect of the International Community Presence on the Urban Development of Post Conflict City-Prishtina/Kosovo Case, Saarbrücken 2013
- The Effect of the International Community Presence in the Urban Development of Post Conflict City Case Study: Weimar 2013 https://d-nb.info/1115807315